# Luigi Secco
Luigi Antonio Secco SDB (Piazzola sul Brenta, 8 juni 1947) is een Italiaans bisschop van de Rooms-Katholieke Kerk, werkzaam geweest te Curaçao.
Secco werd op 27 april 1975 ingewijd als priester; hij trad in bij de orde der Salesianen van Don Bosco (SDB). 
Op 24 juni 2000 werd hij benoemd tot bisschop-coadjutor van het bisdom Willemstad. Zijn bisschopswijding vond plaats op 25 oktober 2000. Toen Wilhelm Ellis op 11 oktober 2001 om gezondheidsredenen met emeritaat ging, volgde Secco hem op als bisschop. Hij was de derde bisschop van het bisdom Willemstad.
Secco ging op 7 januari 2025 met emeritaat.